# 배영중학교
배영중학교(培英中學校)는 대한민국 전북특별자치도 정읍시 흑암동에 있는 사립 중학교이다.

## 학교 연혁
- 1947년 11월 7일 : 학교법인 정읍배영학원 설립 인가
- 1949년 11월 7일 : 배영중학원 설립
- 1951년 6월 29일 : 정읍배영학원 설립, 초대설립자 김화섭 이사장 취임
- 1952년 1월 1일 : 배영중학교 설립인가 (6학급)
- 1964년 12월 25일 : 학교법인 정읍배영학원으로 조직변경
- 1978년 3월 1일 : 학급증설 18학급
- 1994년 6월 13일 : 신축교사 학교이전
- 1994년 9월 14일 : 신축교사 준공식
- 2016년 3월 8일 : 제7대 김규령 이사장 취임
- 2021년 3월 1일 : 제18대 공태웅 교장 취임
- 2022년 3월 1일 : 남녀공학 전환
- 2024년 1월 12일 : 제73회 졸업식

## 학교 위치
- 1949년 11월 7일 ~ 1994년 6월 12일 : 대흥3길 21-13 (시기동 / 現 삼화그린아파트)
- 1994년 9월 1일 ~ (현재) : 동학로 243 (흑암동)

## 참고 자료
- 배영중학교 - 한국교육학술정보원 학교알리미